# 宇美本町郵便局
宇美本町郵便局（うみほんまちゆうびんきょく）は福岡県糟屋郡宇美町にある郵便局である。民営化前の分類では無集配特定郵便局であった。

## 概要
住所：〒811-2101 福岡県糟屋郡宇美町宇美3-7-25
2001年（平成13年）までは、糟屋郡宇美町および須恵町の区域（須恵町大字旅石の区域を除く）を所管する集配普通郵便局であり、名称は宇美郵便局であった。糟屋郡南部地域の郵便物集配体制の再編に伴い、同年10月に集配業務を粕屋南郵便局に移管して無集配局となり、同時に普通郵便局から特定郵便局に局種別を改定し、名称を宇美本町郵便局に改めた。

## 沿革
- 1899年（明治32年）9月1日 - 開局[2]。
- 1899年（明治32年）11月1日 - 為替貯金の取扱を開始[2]。
- 1902年（明治35年）2月16日 - 電信の取扱を開始[2]。
- 1916年（大正5年）10月1日 - 保険年金の取扱を開始[2]。
- 1916年（大正5年）10月6日 - 電話の取扱を開始[2]。
- 1918年（大正7年）10月16日 - 電話交換業務を開始[2]。
- 1950年（昭和25年）6月25日 - 大字宇美4026番地（現在地と同一地）に局舎を新築し移転[2]。
- 1969年（昭和44年）4月11日 - 電話交換業務を廃止し、志免電報電話局に移管[3]。
- 1974年（昭和49年）3月20日 - 局舎を全改築し落成[2]。
- 1976年（昭和51年）3月1日 - 特定郵便局から普通郵便局に局種別を改定[4]。
- 2001年（平成13年）10月22日 - 郵便物集配業務を粕屋南郵便局に移管し、無集配局となる[1]。同時に普通郵便局から特定郵便局に局種別を改定し、宇美本町郵便局に改称[1]。
- 2007年（平成19年）10月1日 - 民営化。
- 2012年（平成24年）10月1日 - 日本郵便株式会社発足。

## 取扱内容
集配業務は行わず、窓口業務のみ行う。
- 郵便、印紙、ゆうパック、内容証明
- 貯金、為替、振替、振込、国債
- 生命保険、バイク自賠責保険
- ゆうちょ銀行ATM

## 周辺
- 宇美町役場
- 宇美八幡宮
- 宇美町歴史資料館
- 福岡県立宇美商業高等学校
- 福岡県道68号福岡太宰府線

## アクセス
- JR香椎線 宇美駅から徒歩約8分
- 西鉄バス 宇美町役場入口停留所下車
- 駐車場あり: 12台
  - 郵便車発着場や配達用バイク車庫だったスペースを駐車場に活用している。